# 彦根市警察
彦根市警察（ひこねしけいさつ）は、かつて存在した滋賀県彦根市の自治体警察。

## 沿革
従来の滋賀県警察部が解体され、1948年（昭和23年）3月7日に彦根市警察署が設置された。
1954年（昭和29年）に新警察法が公布された。これにより国家地方警察と自治体警察が廃止され、新たに都道府県警察として滋賀県警察本部が発足。彦根市警察も滋賀県警察に統合され、姿を消した。